# یوکا رایتالا
یوکا رایتالا (فنلاندی: Jukka Raitala؛ زادهٔ ۱۵ سپتامبر ۱۹۸۸) بازیکن فوتبال اهل فنلاند است.
از باشگاه‌هایی که در آن بازی کرده‌است می‌توان به باشگاه فوتبال هوفنهایم، باشگاه فوتبال هلسینکی، باشگاه فوتبال پادربورن باشگاه فوتبال سوگندال، باشگاه فوتبال اوبی، باشگاه فوتبال اوساسونا و باشگاه فوتبال هیرنفین اشاره کرد.
وی همچنین در تیم‌های ملی فوتبال زیر ۲۱ سال فنلاند، و فنلاند بازی کرده‌است.